# 小行星7602
小行星7602（英語：7602 Yidaeam）是一颗围绕太阳公转的小行星。1994年12月31日，小林隆男在大泉町发现了此天体。
这颗小行星的绝对星等为305.075869266673等。